# Vochysia lehmannii
Vochysia lehmannii là một loài thực vật có hoa trong họ Vochysiaceae. Loài này được Hieron. miêu tả khoa học đầu tiên năm 1895.